# Cosmisoma flavipes
Cosmisoma flavipes är en skalbaggsart som beskrevs av Dmytro Zajciw 1962. Cosmisoma flavipes ingår i släktet Cosmisoma och familjen långhorningar. Inga underarter finns listade i Catalogue of Life.